# Paedophryne dekot
Espèce
Paedophryne dekot est une espèce d'amphibiens de la famille des Microhylidae.

## Répartition

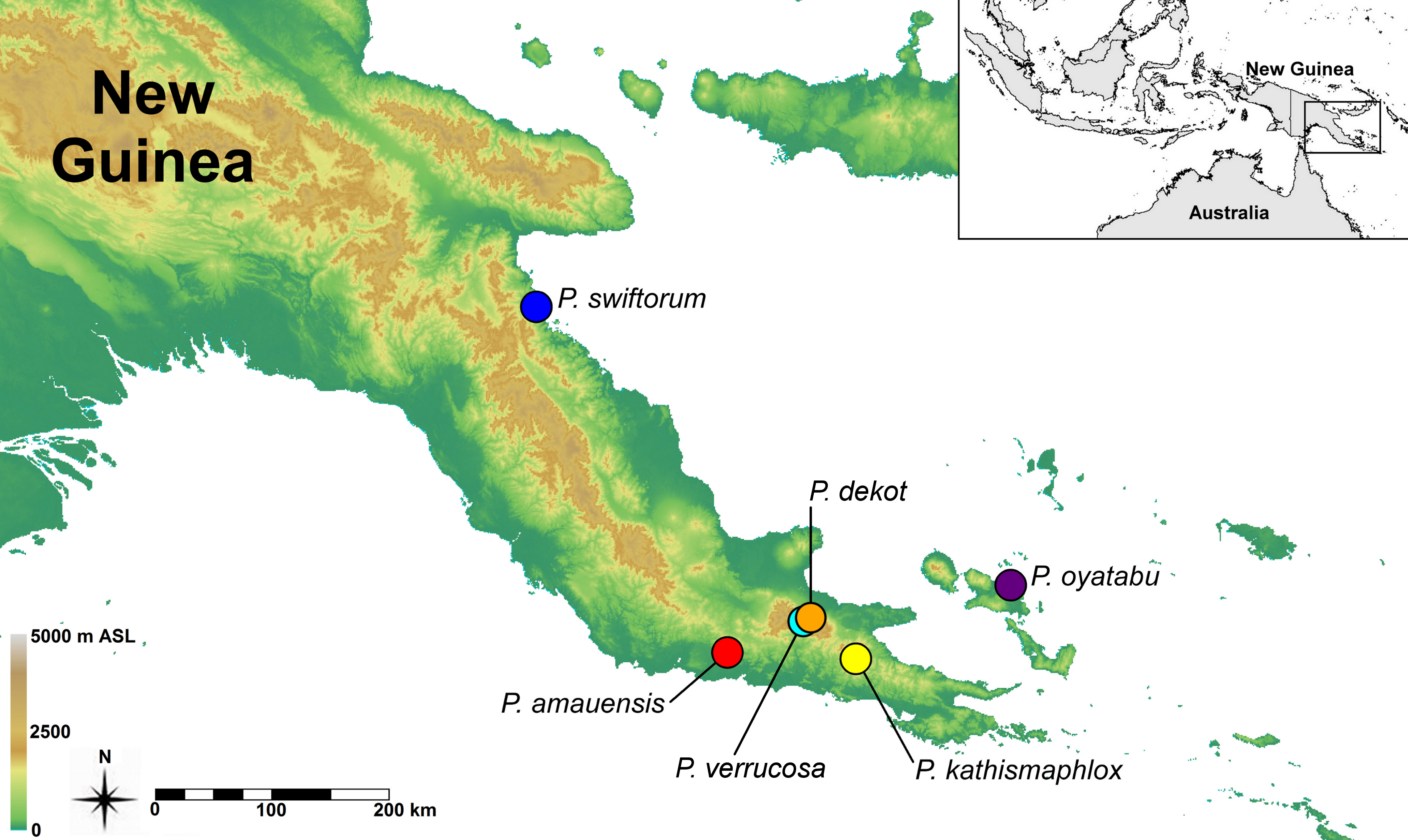
Point orange : Site de découverte de Paedophryne dekot

Cette espèce est endémique de la province de Baie Milne en Papouasie-Nouvelle-Guinée. Elle a été découverte à 900 m d'altitude sur le versant Ouest du mont Dayman.

## Description
Paedophryne dekot mesure entre 8,5 et 9,0 mm pour les femelles. Les mâles ne sont pas connus. son dos est brun roux et ses flancs gris. Des taches noires ornent le centre de son dos. La face postérieure de ses cuisses est brun roux tacheté de noir. Sa tête est noire et présente des taches gris clair dans sa partie postérieure jusqu'à l’œil. Son ventre est gris foncé avec de petites taches gris clair.
Cette espèce vit dans la litière de feuilles des forêts pluvieuses de montagne.

## Étymologie
Son nom d'espèce, du daga dekot,  « très petit », fait référence à sa taille.

## Publication originale
- Kraus, 2011 : At the lower size limit for tetrapods, two new species of the miniaturized frog genus Paedophryne (Anura, Microhylidae). Zookeys, vol. 154, p. 71–88, doi:10.3897/zookeys.154.1963. (texte intégral).